# 594 (tal)
594 är det naturliga heltal som följer 593 och följs av 595.

## Matematiska egenskaper
- 594 är ett jämnt tal.
- 594 är ett sammansatt tal.
- 594 är ett Harshadtal.
- 594 är ett praktiskt tal.

## Inom vetenskapen
- 594 Mireille, en asteroid.